# SMC Deutschland
Die SMC Deutschland GmbH ist Hersteller, Partner und Lösungsanbieter für pneumatische und elektrische Automatisierungstechnik. Das Produktspektrum reicht vom Ventil bis zum Temperiergerät für unterschiedliche Industriebranchen. Sitz ist Egelsbach bei Frankfurt am Main. SMC erwirtschaftete im Geschäftsjahr 2021/22 einen Umsatz von 185 Millionen Euro und beschäftigt bundesweit 735 Mitarbeiterinnen und Mitarbeiter. Darüber hinaus steht allen Kunden ein flächendeckendes, kompetentes Service- und Vertriebsnetzwerk zur Seite. Die SMC Deutschland GmbH gehört zur 1959 in Japan gegründeten SMC Corporation, die in 83 Ländern weltweit mit 31 Produktionsstätten vertreten ist. Der Weltmarktführer für pneumatische Automatisierungstechnik mit einem Marktanteil von 38 Prozent erzielte im Geschäftsjahr 2021/22 einen Umsatz von rund 5,6 Milliarden Euro und beschäftigt global 21.620 Mitarbeiterinnen und Mitarbeiter.

## Geschichte
Am 8. Juni 1978 wurde in Frankfurt am Main die SMC Pneumatik GmbH als deutsches Tochterunternehmen der SMC Corporation gegründet und beschäftigte zu Anfang fünf Mitarbeiter. Bereits nach kurzer Zeit entwickelte sich das Unternehmen auch in Deutschland zu einem führenden Experten für pneumatische Automatisierungstechnik, wodurch 1984 eine Erweiterung der Geschäftsräume nötig war und der Umzug nach Egelsbach erfolgte. Neben einem größeren Bürogebäude entstand auf dem Betriebsgelände auch eine moderne Produktionshalle.

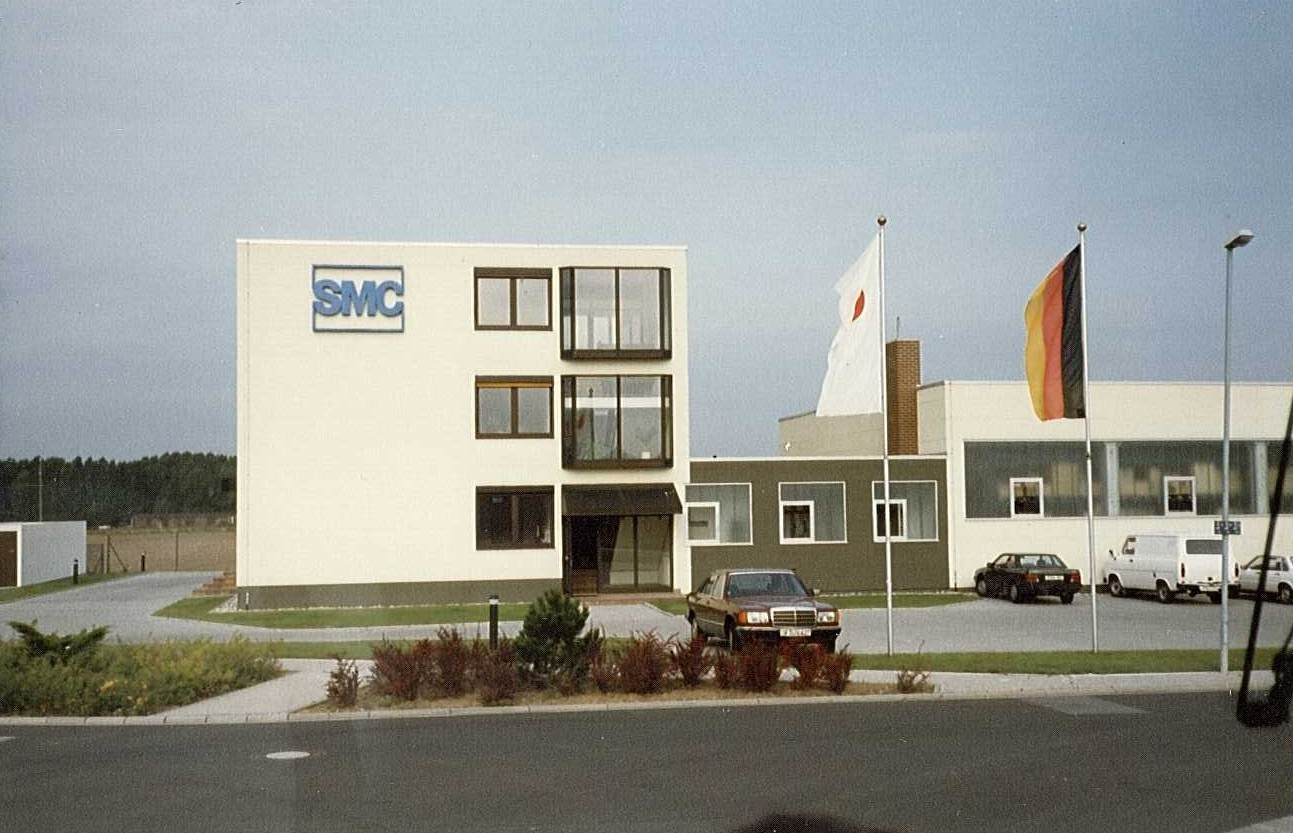
Standortwechsel nach Egelsbach 1984

In den 1990er Jahren wurde wegen einer neuen Produktpolitik das Angebot über die Pneumatik hinaus erweitert, das Portfolio wurde beispielsweise um elektrische Antriebe sowie Kühl- und Temperiergeräte ergänzt und auch in den darauffolgenden Jahren stetig weiter ausgebaut. Ebenso folgten zahlreiche Erstzertifizierungen nach ISO-Norm.
2008 war die Gründung des German Technical Centers, kurz GTC genannt. Es ist neben den Technologiezentren in Japan, China, Großbritannien und den USA der fünfte Standort von SMC, um Sonderprodukte oder Baugruppen nach spezifischen Kundenanforderungen und Aufgabenstellungen zu entwickeln.
Im Laufe der 2000er Jahre überschreitet das Unternehmen nicht nur erstmals die Umsatzgrenze von 100 Millionen Euro, es brachte auch Produktinnovationen in der Servo-Pneumatik und Feldbustechnik auf den Markt.
Am 1. Juni 2017 wurde aus der SMC Pneumatik GmbH die SMC Deutschland GmbH, da das Produktprogramm über die Pneumatik hinausgeht und branchenspezifische Themen wie Energy Saving, Industrie 4.0 oder Maschinensicherheit abdeckt.

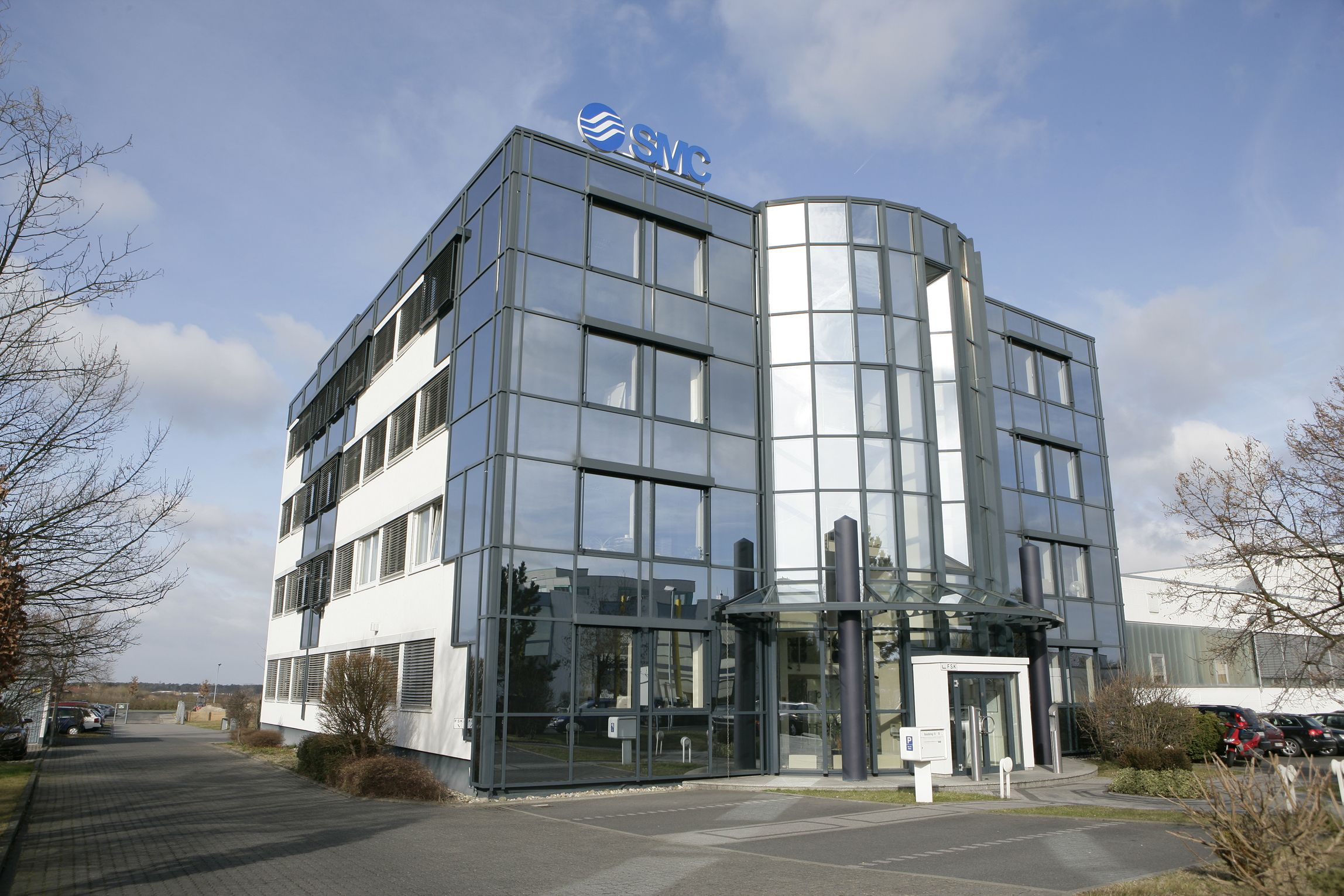
Headquarters SMC Deutschland in Egelsbach

## Produktprogramm

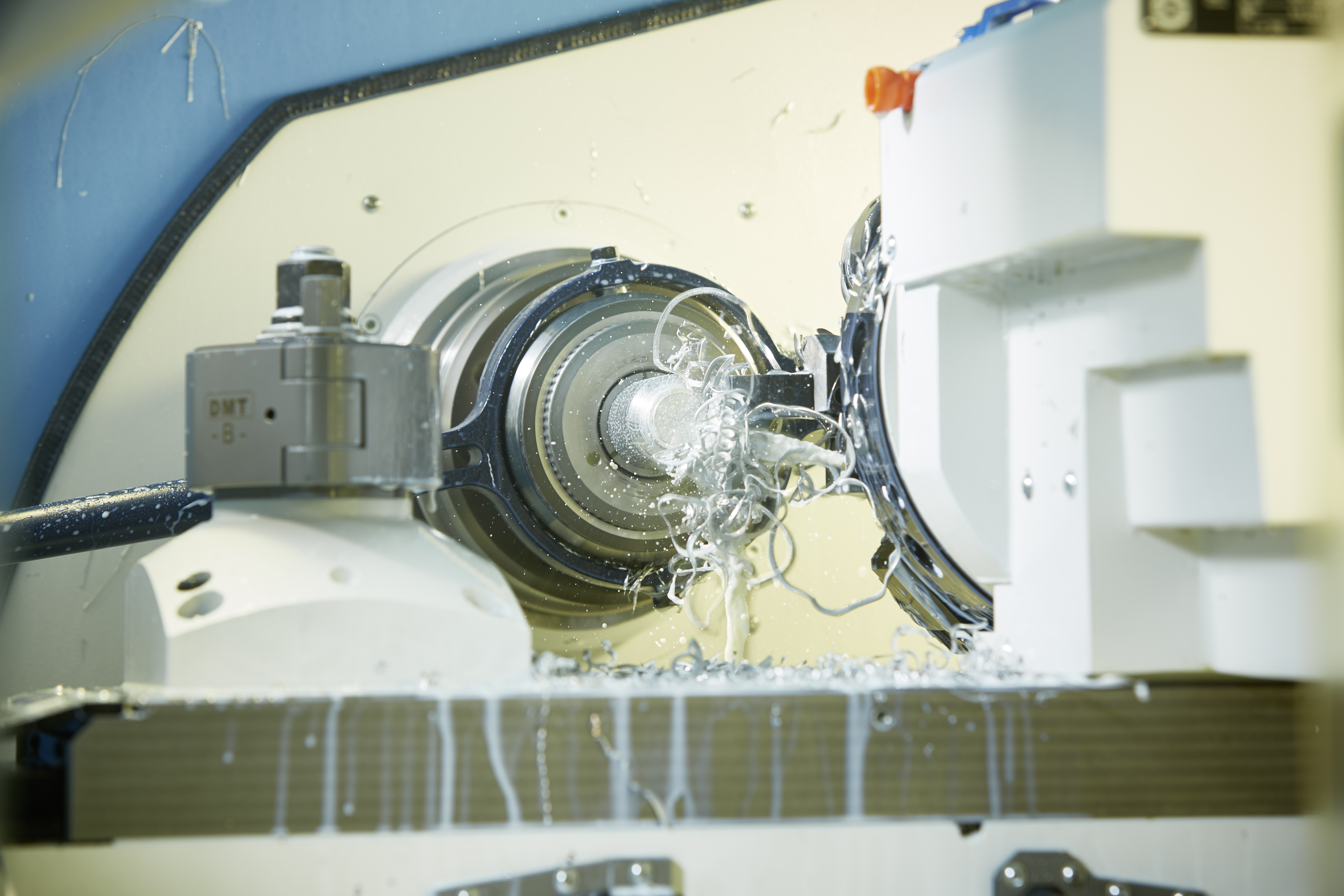
SMC Spanen

SMC verfügt über ein Produktspektrum von mehr als 12.000 Basismodellen mit über 700.000 Varianten. Das Angebot erstreckt sich von pneumatischen und elektrischen Antrieben über Drucklufttechnik bis hin zur Prozesstechnik. Folgende Kategorien werden hierbei abgedeckt:
- Antriebe (elektrisch/pneumatisch)
- Ventile
- Luftaufbereitung
- Verbindungselemente und Schläuche
- Vakuum-Produkte
- Komponenten zur Mediensteuerung
- Sensoren und Schalter
- Abbau statischer Elektrizität
- Temperaturregelung
- Hochvakuumprodukte
- Reinraumprodukte
- ATEX-kompatible Produkte

## German Technical Center (GTC)
Das GTC reiht sich in weltweit insgesamt fünf Technical Center von SMC ein, neben den Zentren in Japan, China, Großbritannien und den USA. Die Aufgabe besteht hier in der Entwicklung von spezifischen Kundenlösungen und Produktmodifikationen.